# Lot Lot
Lot Lot is een computerspel dat in 1985 uit kwam voor de MSX en de Nintendo Entertainment System. De bedoeling van het puzzelspel is alle ballen dusdanig manipuleren dat ze in de gaten vallen.